# Абу Яла аль-Мавсили
Абу́ Яла́ аль-Ма́всили (араб. أبو يعلى الموصلي‎, 825 — 919) — мусульманский богослов, имам, хафиз, мухаддис из Мосула (совр. Ирак).

## Биография
Полное имя Абу Яла: Ахмад ибн Али ибн аль-Мусанна ибн Яхъя ибн Иса ибн Хилал ат-Тамими аль-Мавсили (араб.  أحمد بن علي بن المثُنى بن يحيى بن عيسى بن هلال التميمي الموصلي‎).
Абу Яла родился 3 числа месяца шавваль в 210 году по мусульманскому летоисчислению. Путешествовал по мусульманскому миру в поисках знаний, обучался у Абу Бакра ибн Абу Шейбы, Али ибн аль-Мадини, Яхъи ибн Маина и у многих других улемов того времени. Со слов Абу Яла хадисы передавали ан-Насаи, Ибн Хиббан, ат-Табарани, Ибн Ади, Ибн ас-Сунни и другие.
Абу Яла аль-Мавсили обучался фикху у учеников Абу Юсуфа и был сторонником мазхаба Абу Ханифы.
Аль-Мавсили является автором книг об аскетизме и хороших нравах, словаря своих шейхов (му’джам). Самой известной его книгой является 13-томный «Муснад».
Исмаил ат-Тайми говорил:

Я читал множество муснадов, как Муснад аль-Адани, Муснад Ахмада ибн Мани’а, и они были подобны рекам, а Муснад Абу Яла подобно морю, является местом сбора всех рек.
Оригинальный текст (ар.)قرأت المسانيد،كمسند العدني، ومسند أحمد بن منيع، وهى كالأنهار، ومسند أبي يعلى كالبحر يكون مجتمع الأنهار.